# أحمد داود أوغلو
أحمد داود أوغلو (بالتركية: Ahmet Davutoğlu)‏ (ولد في 26 فبراير 1959 -)، سياسي تركي وخبير في العلاقات الدولية وسفير ورئيس وزراء تركيا والرئيس الثاني لحزب العدالة والتنمية سابقًا في الفترة ما بين 2014- 2016 خلفاً لأردوغان، وقد خلفه بن علي يلدرم في رئاسة الحزب ورئاسة الحكومة. وعينه أردوغان وزيراً للخارجية في الحكومة الستين والواحدة والستين . وعمل مستشاراً في السياسة الخارجية لعبد الله غل وأردوغان في الفترة من عام 2003 إلى عام 2009. كان نائباً في البرلمان التركي عن قونية وعضواً في حزب العدالة والتنمية في الفترة بين 2011 و2015. استقال من منصب رئيس الوزراء في 22 مايو 2016.
اختير داود أوغلو رئيسًا لحزب العدالة والتنمية في المؤتمر الاستثنائي الأول لحزب العدالة والتنمية خلفاً لأردوغان. وأصبح رئيس الوزراء خلفاً لأردوغان في 28 أغسطس 2014. وترتب عليه تعيين أعضاء الحكومة الثانية والستين. وفي 6 سبتمبر حصل داود أوغلو على الثقة وبدأ مهامه. ولأن داود أوغلو لم يستطع تشكيل الحكومة في 45 يوماً بناءً على انتخابات يونيو 2015 قرر رئيس الجمهورية إعادة الانتخابات التشريعية في نوفمبر 2015 وبقاء داود أوغلو رئيساً للحكومة المؤقتة. حقق حزب العدالة والتنمية نسبة 49.4% وهي أعلى نسبة في تاريخه واستطاع بها تشكيل الحكومة بمفرده. وبذلك أسس داود أوغلو الحكومة الرابعة والستين وحكومته الثالثة.
دعا داود أوغلو إلى مؤتمر استثنائي لحزب العدالة والتنمية في 5 مايو 2016 على خلفية توتر بينه وبين أردوغان وصرح أنه لم يكن يرغب في ترك الحكومة بعد ستة أشهر من المدة المحددة بأربعة سنوات في رئاسة الحكومة ولكنها الضرورة. وقد عرف الشعب بهذا القرار قبل يوم من خلال المؤتمر الذي عقد بينه وبين أردوغان. وقد صرح رئيس الجمهورية في مؤتمر صحفي في الثاني والعشرين من مايو 2016 أن مجلس الوزراء ورئيس الوزراء قد تقدموا باستقالتهم.

## بدايته وحياته المهنية
ولد داود أوغلو في 26 فبراير 1959 في مقاطعة تاشكنت في قونية. واسم والده دُوران ووالدته ممنوونة.

### تعليمه
بعدما أنهى دراسته الثانوية في ثانوية إسطنبول للذكور، أنهى دراسة العلوم السياسية والعلاقات الدولية في كلية بوغازتشي في 1983-84 ببرنامج رئيسي مزدوج (يتيح إمكانية دراسة قسمين). وقام بالماجستير في الإدارة العامة في نفس الجامعة أما الدكتوراه فكانت في العلوم السياسية والعلاقات الدولية.

### التسعينيات
بدأ داود أوغلو بالعمل كمدرس مساعد في الجامعة الإسلامية العالمية بماليزيا عام 1990. وأنشئ قسم العلوم السياسية في الجامعة. وعمل كرئيس لهذا القسم حتى عام 1993. وأصبح مدرساً في عام 1993. وفي الفترة من عام 1995 إلى 1999 عمل في قسم العلاقات الدولية في جامعة مرمرة. وعمل ككاتب عمود صحفي في جريدة يني شفق من عام 1995 إلى 1999. وقد كتب داود أوغلو في هذه الفترة أكثر من 200 مقالة. كما قام بالتدريس في أكاديمية الحرب وأكاديمية القوات المسلحة في الفترة من 1998 إلى 2002 كعضو تدريس زائر.
أصبح داود أوغلو برفيسور بين 1999 و2004، وعمل كعضو مجلس إدارة جامعة بيلكنت وعضو مجلس الأعيان ورئيس قسم العلاقات الدولية، كما عمل كعضو هيئة تدريس زائر في جامعة مرمرة.

## وزارة الخارجية 2009-2014
حصل داود أوغلو على لقب سفير في فترة رئاسة أحمد نجدت سيزر للجمهورية وعبد الله غل للحكومة بتاريخ 17 يناير 2003 ونشر في الجريدة الرسمية في اليوم التالي. عينه أردوغان رئيس الحكومة أنذاك وزيراً للخارجية في 1 مايو 2009 على الرغم من عدم ترشحه في مجلس النواب. دخل انتخابات مجلس الشعب 2011 ونجح فيها نائباً عن قونية واستمر في حكومة أردوغان الثالثة. وقد دخل قائمة فورين بوليسي لأول 100 مفكر عالمي في عام 2010 لكونه أحد العقليات التي حققت النهضة التركية على المستوى الخارجي.

### العمق الاستراتيجي وسياسة تصفير المشاكل
ادعى السياسيون والأكاديميون انطلاقاً من مقالات داود أوغلو في جريدة يني شفق وكتابه العمق الإستراتيجي أن داود أوغلو يتبع سياسة العثمانية الجديدة في السياسة الخارجية وهي التي تعتمد على إنشاء علاقات قريبة مع الدولة التي كانت تحت حكم الدولة العثمانية.
أشار داود أوغلو في أحد لقائاته عن سياسة تصفير المشاكل. وقال أنه من الممكن إنشاء سياسة بلا مشاكل إذا احترمت العناصر الأخرى قيمتنا. ولكن هذا لا يعني أننا سنظل صامتين على إثر علاقاتنا الجيدة مع الأحزاب الأخرى. وقد دخل هو ورجب طيب أردوغان قائمة فورين بوليسي لعام 2011 لأول 100 مفكر لعملهم على تحقيق حلمهم بأن تكون تركيا صاحبة دور جديد في العالم.
أنشئ داود أوغلو سياسته الخارجية على أربعة محاور رئيسية. أولها عدم تجزئة الأمن، ثانيها التحاور وثالثهم التضامن الاقتصادي ورابعهم التوافق الثقافي والاحترام المتبادل. وعبر داود أوغلو بأن هدف سياسته العمل على حل المشاكل بالحوار السلمي والعلاقات التعاونية بجانب تطوير مفهوم الثقافة بين العرقيات والمعتقدات المختلفة مع الاندماج مع الدول المختلفة.

### التهجير الأرميني
نشر داود أوغلو مع أردوغان في الرابع والعشرين من إبريل 2014 منشوراً بتسعة لغات يعبرون فيه أن الأحداث التي وقعت أثناء التهجير الأرميني مؤلمة. وأعلنوا أنه يتوجب البحث في مسألة التهجير من قبل مؤرخين أرمن وأتراك وأجانب في عمل مشترك.

### الاتحاد الأوروبي

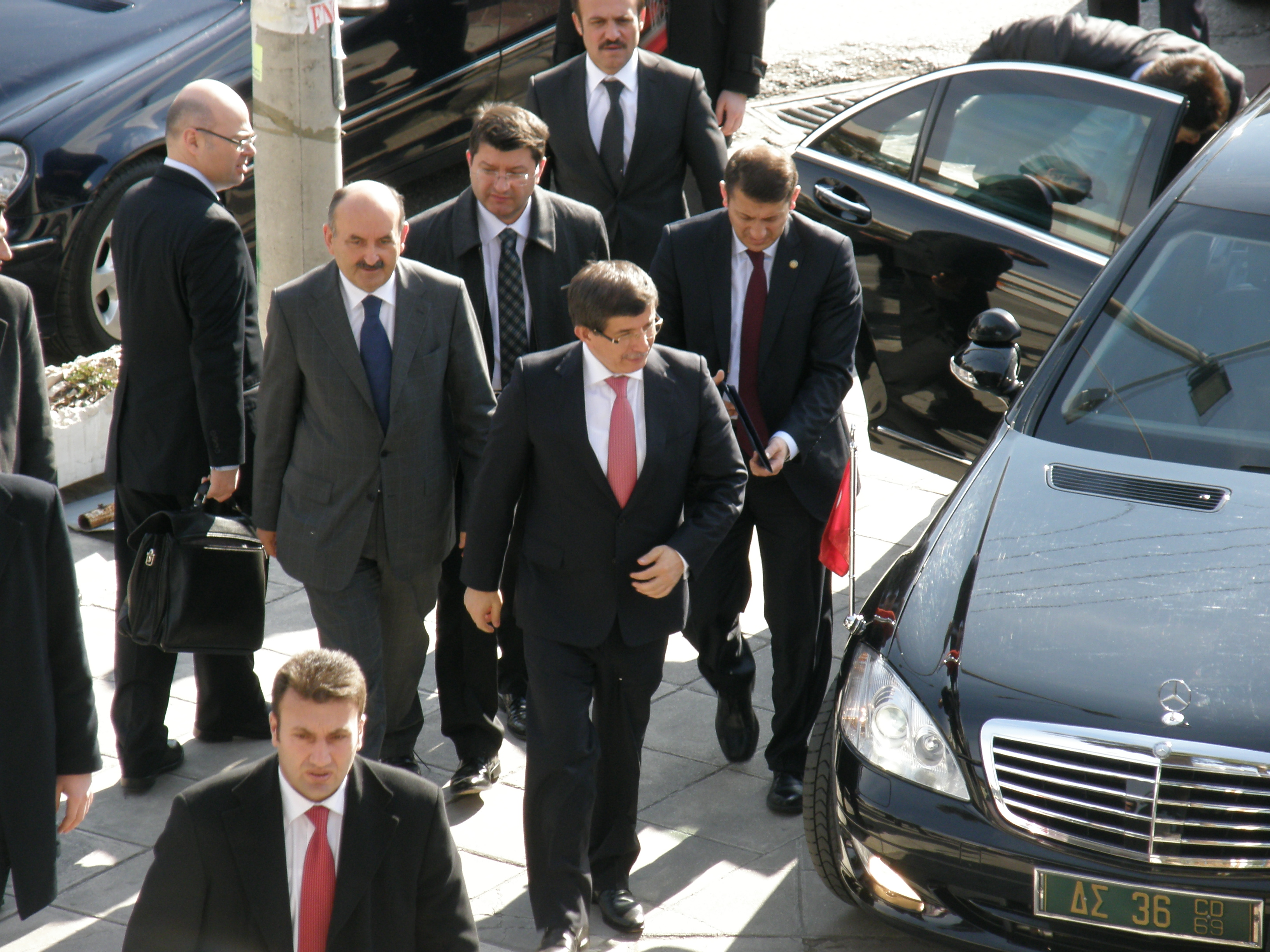
داود أوغلو في زيارة تراقيا الغربية 2011.

أعلن داود أوغلو دعمه لتركيا لدخول الاتحاد الأوروبي على الرغم من حلمه بسياسة الوحدة الإسلامية. وقد أدار أجمان بغيش المحادثات مع الاتحاد الأوروبي حتى عام 2013. ويدير مولود تشاويش أوغلو المباحاثات منذ ذلك الحين. وقد قال داود أوغلو في مؤتمر الشراكة الواحد والخمسين الذي انعقد في مايو 2013 في بروكسل إن تركيا تسعى منذ 50 عاما إلى دخول الاتحاد الأوروبي وإن هذه المساعي ستستمر.

### اليونان وقبرص
اتهم داود أوغلو الحكومة اليونانية بعدم احترام حقوق الأقلية التركية وبالأخص في تراقيا في عام 2012. بالإضافة إلى تأكيده على أن إلغاء اليونان لجنسية الأقلية ذات الأصل التركي مخالف لمعاهدة لوزان.

### إسرائيل
تقابل داود أوغلو سراً في بروكسل مع وزير التجارة الإسرائيلي بنيامين بن إليعازر في 30 يونيو 2010، وقد أفاد داود أوغلو الذي ذكر تفاصيل اللقاء في البرلمان التركي أن اللقاء السري كان رغبة إسرائيلية لمعرفة المطالب التركية الأساسية بشكل واضح وصريح.

## رئاسة الحكومة وحزب العدالة والتنمية
اختير داود أوغلو رئيساً لحزب العدالة والتنمية في المؤتمر الاستثنائي الأول للحزب في 27 أغسطس 2014، وسلمه أردوغان رئاسة الحكومة في اليوم التالي لاختياره. وتعين على داود أوغلو تشكيل الحكومة الثانية والستين لتركيا. وأعلن داود أوغلو قائمة مجلس الوزراء في 29 أغسطس 2014. وحصلت حكومة داود أوغلو على الثقة في الاقتراع الذي حدث في البرلمان التركي بتاريخ 6 سبتمبر 2014 بموافقة 306 عضو ومعارضة 133 عضو.
بعد مرور 45 يوماً على الانتخابات التشريعية التركية يونيو 2015 ولم يستطع داود أوغلو تشكيل حكومة، قرر رئيس الجمهورية إعادة الانتخابات ورئاسة داود أوغلو للحكومة حتى الانتهاء من الانتخابات. بعد حصول حزب العدالة والتنمية على أعلى نسبة من الأصوات في تاريخه والتي بها يستطيع تشكيل الحكومة بمفرده، شكل داود أوغلو الحكومة الجديدة باعتباره رئيس حزب العدالة والتنمية.

## استقالته
دعى داود أوغلو إلى مؤتمر استثنائي لحزب العدالة والتنمية في 5 مايو 2016 على خلفية توتر بينه وبين أردوغان وصرح أنه لم يكن يرغب في ترك الحكومة بعد ستة أشهر من المدة المحددة بأربعة سنوات في رئاسة الحكومة ولكنها الضرورة. وقد عرف الشعب بهذا القرار قبلها بيوم من خلال المؤتمر الذي عقد بينه وبين أردوغان. وقد صرح رئيس الجمهورية في مؤتمر صحفي في الثاني والعشرين من مايو 2016 أن مجلس الوزراء ورئيس الوزراء قد تقدموا باستقالتهم.

## حزب ا لمستقبل
في 13 ديسمبر 2019 قام برفقة عدد من أعضاء حزب العدالة والتنمية السابقين بتأسيس حزب جديد اطلق عليه اسم حزب المستقبل (تركيا) وأبرز أهدافه معارضة تحويل شكل الحكم من نظام برلماني إلى نظام رئاسي ، وكان داود أوغلو من مؤسسي تحالف الطاولة السداسية المعارض لحكم حزب العدالة والتنمية رفقة حزب الشعب الجمهوري وحزب الخير وحزب السعادة وحزب الديمقراطية والتقدم والحزب الديمقراطي ، كما أعلن أن السيد كليجدار اوغلو هو مرشح تحالف الطاولة السداسية لخوض انتخابات الرئاسة التركية في 14 مايو 2023 

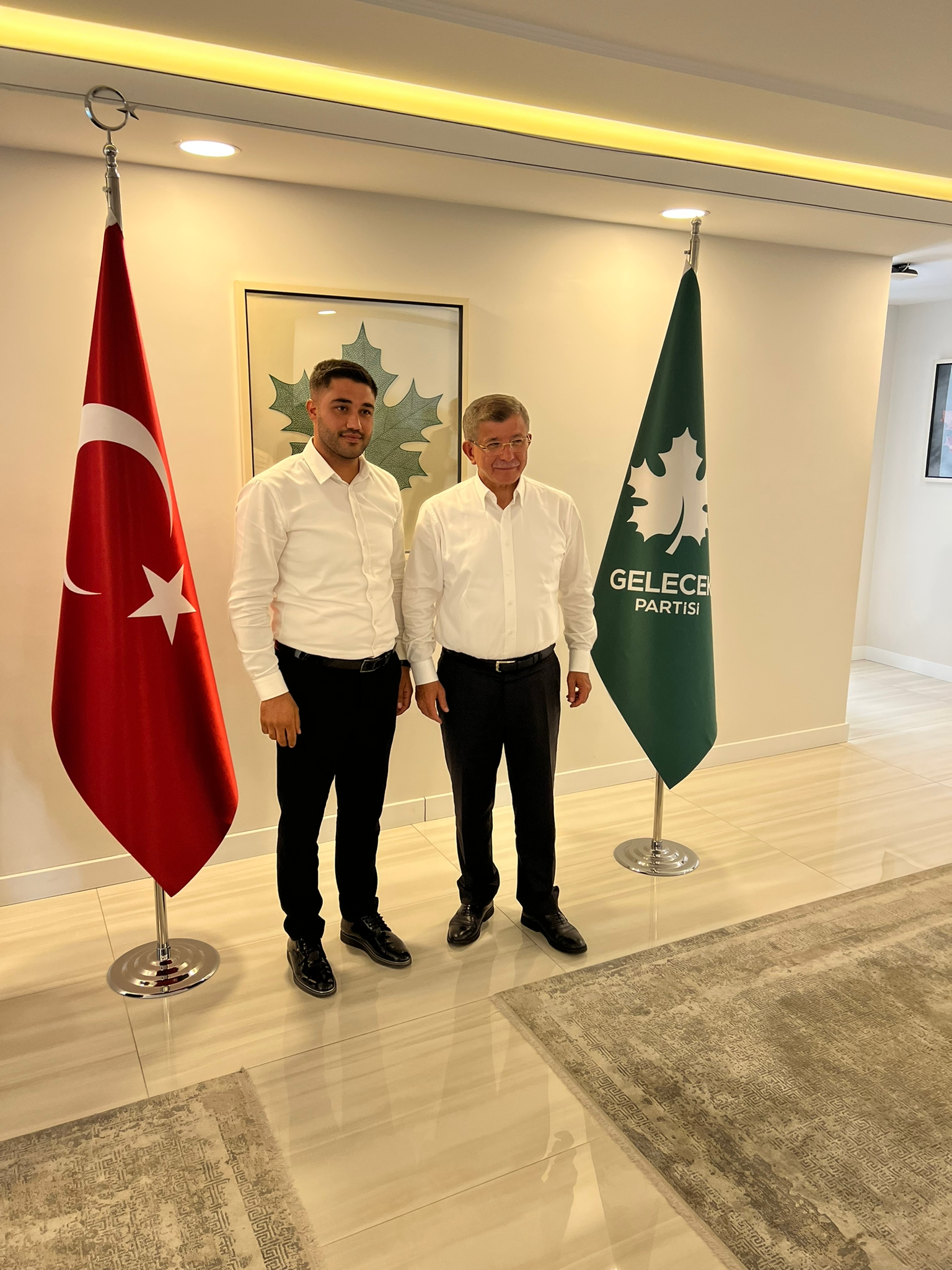
السيد أحمد داود أوغلو في مقر حزب المستقبل (تركيا)

## الحياة الشخصية
تزوج داود أوغلو من سارة داود أوغلو (وهي طبيبة أمراض النساء) منذ عام 1984. لديه ولد وثلاثة بنات. ويجيد الانجليزية والألمانية والعربية والملايوية.

## مؤلفاته
ألف العديد من الكتب والمؤلفات في موضوع السياسة الخارجية وذلك باللغة التركية والإنجليزية، وقد تم ترجمة هذه الكتب والمؤلفات إلى عدة لغات منها اليابانية والبرتغالية والروسية والعربية والفارسية والألبانية.
- Alternative Paradigms: The Impact of Islamic and Western Weltanschauungs on Political Theory
- The Civilizational Transformation ve The Muslim World
- "Küresel Bunalım". Küre, 2002.
- "Osmanlı Medeniyeti: Siyaset İktisat Sanat". Klasik, 2005
- "Teoriden Pratiğe:Türk Dış Politikası Üzerine Konuşmalar". Küre Yayınları, 2013
- العمق الاستراتيجي.
- الأزمة العالمية.
- حضارات ومدن.

## مقالات ذات صلة
- حكومة أحمد داود أوغلو

## روابط خارجية
- أحمد داود أوغلو على موقع الموسوعة البريطانية (الإنجليزية)
- أحمد داود أوغلو على موقع مونزينجر (الألمانية)